# Prešernova ulica (Maribor)

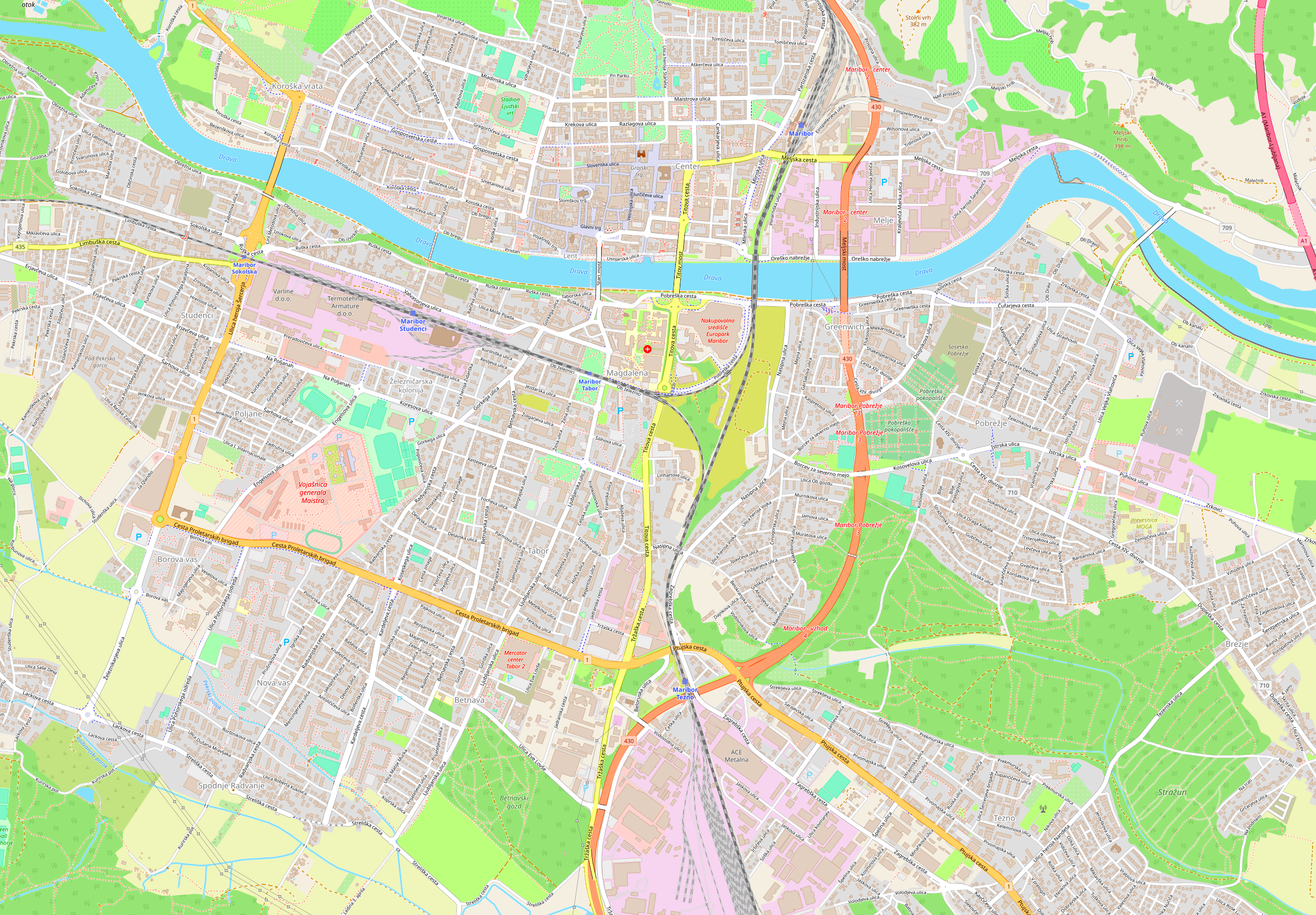

Prešernova ulica (Prešeren-Gasse) ist der Name einer Straße im Bezirk Ivan Cankar der Stadtgemeinde Maribor, Slowenien. Sie ist benannt nach dem slowenischen Dichter France Prešeren.

## Geschichte
Die Straße wurde 1876 in der damaligen Marburger Grazer Vorstadt neu angelegt und Goethe-Gasse genannt. Im Jahr 1919 in Prešernova-Straße umbenannt, wurde sie während der deutschen Besetzung von 1941 bis 1945 wieder Goethestraße genannt und erhielt im Mai 1945 endgültig den slowenischen Namen.

## Lage
Die Straße beginnt an der Partizanska cesta in Höhe Einmündung Titova cesta. Sie verläuft nach Norden bis zur Einmündung in die Tomšičeva ulica, parallel zu den Straßen Ulica heroja Staneta im Westen und Cankarjeva ulica im Osten.

## Abzweigende Straßen
Die  Prešernova ulica berührt folgende Straßen und Orte (von Süden nach Norden): Rakušev trg, Razlagova ulica, Maistrova ulica, Aškerčeva ulica

## Bauwerke und Einrichtungen
- Institut für Informationswissenschaft Maribor IZUM